# Rally di Catalogna 2002
Il Rally di Catalogna 2002, ufficialmente denominato 38º Rallye Catalunya Costa Brava - Rallye de España, è stata la quarta tappa del campionato del mondo rally 2002 nonché la trentottesima edizione del Rally di Catalogna e la tredicesima con valenza mondiale.

## Riepilogo
La manifestazione si è svolta dal 22 al 24 marzo sugli asfalti della Costa Brava, in Catalogna, con base a Lloret de Mar.
L'evento è stato vinto dal francese Gilles Panizzi, navigato dal fratello Hervé, al volante di una Peugeot 206 WRC (2001) della squadra Peugeot Total, davanti alla coppia britannica formata dai compagni di squadra Richard Burns e Robert Reid, e all'altro equipaggio francese composto da Philippe Bugalski e Jean-Paul Chiaroni, su Citroën Xsara WRC della squadra Automobiles Citroën.
In Catalogna si disputava anche la prima tappa del campionato Junior WRC, che ha visto vincere l'equipaggio spagnolo costituito da Dani Solà e Álex Romaní su Citroën Saxo S1600, giunti inoltre al 19º posto nella graduatoria generale.

## Dati della prova
| Denominazione ufficiale             | Rallye Catalunya Costa Brava - Rallye de España                                                                                                   |
| Tappa N°                            | 4 di 14 |
| Edizione N°                         | 38 |
| Data manifestazione                 | da venerdì 22/03/2002 a domenica 24/03/2002 |
| Sede ospitante                      | Lloret de Mar (provincia di Girona, Catalogna, Spagna)                                                                                            |
| Sede parco assistenza               | Prima frazione: Port Aventura, Salou (provincia di Tarragona, Catalogna). Seconda e terza frazione: Manlleu (provincia di Barcellona, Catalogna). |
| Superficie                          | Asfalto |
| Iscritti                            | 74 |
| Partiti                             | 68 |
| Arrivati                            | 40 (58,8%) |
| Prove speciali previste             | 18 |
| Prove speciali disputate            | 15 (3 cancellate) |
| Prova più breve                     | 5,05 km (PS14 e PS17: La Roca) |
| Prova più lunga                     | 48,05 km (PS3 e PS6: Escaladei) |
| Prova più lenta                     | velocità media di 88,95 km/h (PS4: Riudecanyes 2)                                                                                                 |
| Prova più veloce                    | velocità media di 102,57 km/h (PS11: Vallfogona 2)                                                                                                |
| Lunghezza prove speciali previste   | 394,98 km |
| Lunghezza prove speciali disputate  | 348,12 km (18,3% della distanza totale effettiva - cancellati 46,86 km)                                                                           |
| Lunghezza complessiva trasferimenti | 1553.97 |
| Distanza totale effettiva           | 1902,09 km |
| Media oraria del vincitore          | velocità media di 97,5 km/h (348,12 km in 3h34'09"0)                                                                                              |

## Itinerario
| Frazione            | Prova  | Ora    | Nome                                         | Partenza                                     | Arrivo                                       | Lunghezza | Totale    |
| ------------------- | ------ | ------ | -------------------------------------------- | -------------------------------------------- | -------------------------------------------- | --------- | --------- |
| Frazione 1 (22 mar) |        | 07:30  | Assistenza – PortAventura Park, Salou (20 m) | Assistenza – PortAventura Park, Salou (20 m) | Assistenza – PortAventura Park, Salou (20 m) | –         | 176,72 km |
| Frazione 1 (22 mar) | PS1    | 07:30  | Riudecanyes 1                                | Riudecanyes                                  | Duesaigües                                   | 12,66 km  | 176,72 km |
| Frazione 1 (22 mar) | PS2    | 09:05  | Pratdip 1                                    | Pradell de la Teixeta                        | Tivissa                                      | 27,65 km  | 176,72 km |
| Frazione 1 (22 mar) |        | 10:10  | Assistenza – PortAventura Park, Salou (20 m) | Assistenza – PortAventura Park, Salou (20 m) | Assistenza – PortAventura Park, Salou (20 m) | –         | 176,72 km |
| Frazione 1 (22 mar) | PS3    | 11:33  | Escaladei 1                                  | El Lloar                                     | Torroja del Priorat                          | 48,05 km  | 176,72 km |
| Frazione 1 (22 mar) |        | 13:23  | Assistenza – PortAventura Park, Salou (20 m) | Assistenza – PortAventura Park, Salou (20 m) | Assistenza – PortAventura Park, Salou (20 m) | –         | 176,72 km |
| Frazione 1 (22 mar) | PS4    | 14:18  | Riudecanyes 2                                | Riudecanyes                                  | Duesaigües                                   | 12,66 km  | 176,72 km |
| Frazione 1 (22 mar) | PS5    | 14:58  | Pratdip 2                                    | Pradell de la Teixeta                        | Tivissa                                      | 27,65 km  | 176,72 km |
| Frazione 1 (22 mar) |        | 16:03  | Assistenza – PortAventura Park, Salou (20 m) | Assistenza – PortAventura Park, Salou (20 m) | Assistenza – PortAventura Park, Salou (20 m) | –         | 176,72 km |
| Frazione 1 (22 mar) | PS6    | 17:26  | Escaladei 2                                  | El Lloar                                     | Torroja del Priorat                          | 48,05 km  | 176,72 km |
| Frazione 1 (22 mar) |        | 19:06  | Assistenza – PortAventura Park, Salou (45 m) | Assistenza – PortAventura Park, Salou (45 m) | Assistenza – PortAventura Park, Salou (45 m) | –         | 176,72 km |
|                     |        |        |                                              |                                              |                                              |           |           |
| Frazione 2 (23 mar) |        | 09:20  | Assistenza – Manlleu (20 m)                  | Assistenza – Manlleu (20 m)                  | Assistenza – Manlleu (20 m)                  | –         | 112,00 km |
| Frazione 2 (23 mar) | PS7    | 10:10  | Coll de Bracons 1                            | Sant Pere de Torelló                         | La Vall d'en Bas                             | 19,66 km  | 112,00 km |
| Frazione 2 (23 mar) | PS8    | 11:23  | Vallfogona 1                                 | Sant Joan de les Abadesses                   | Vallfogona de Ripollès                       | 14,54 km  | 112,00 km |
| Frazione 2 (23 mar) | PS9    | 12:16  | Llosses - Alpens 1                           | Les Llosses                                  | Alpens                                       | 21,80 km  | 112,00 km |
| Frazione 2 (23 mar) |        | 13:44  | Assistenza – Manlleu (20 m)                  | Assistenza – Manlleu (20 m)                  | Assistenza – Manlleu (20 m)                  | –         | 112,00 km |
| Frazione 2 (23 mar) | PS10   | 14:34  | Coll de Bracons 2                            | Sant Pere de Torelló                         | La Vall d'en Bas                             | 19,66 km  | 112,00 km |
| Frazione 2 (23 mar) | PS11   | 15:47  | Vallfogona 2                                 | Sant Joan de les Abadesses                   | Vallfogona de Ripollès                       | 14,54 km  | 112,00 km |
| Frazione 2 (23 mar) | PS12   | 16:40  | Llosses - Alpens 2                           | Alpens                                       | Les Llosses                                  | 21,80 km  | 112,00 km |
| Frazione 2 (23 mar) |        | 17:55  | Assistenza – Manlleu (45 m)                  | Assistenza – Manlleu (45 m)                  | Assistenza – Manlleu (45 m)                  | –         | 112,00 km |
|                     |        |        |                                              |                                              |                                              |           |           |
| Frazione 3 (24 mar) |        | 07:35  | Assistenza – Manlleu (20 m)                  | Assistenza – Manlleu (20 m)                  | Assistenza – Manlleu (20 m)                  | –         | 106,26 km |
| Frazione 3 (24 mar) | PS13   | 08:25  | La Trona 1                                   | Sant Hipòlit de Voltregà                     | Sant Boi de Lluçanès                         | 12,90 km  | 106,26 km |
| Frazione 3 (24 mar) | PS14   | 09:35  | La Roca 1                                    | Taradell                                     | Viladrau                                     | 5,05 km   | 106,26 km |
| Frazione 3 (24 mar) | PS15   | 10:03  | Viladrau 1                                   | Viladrau                                     | Sant Julià de Vilatorta                      | 35,18 km  | 106,26 km |
| Frazione 3 (24 mar) |        | 11:11  | Assistenza – Manlleu (20 m)                  | Assistenza – Manlleu (20 m)                  | Assistenza – Manlleu (20 m)                  | –         | 106,26 km |
| Frazione 3 (24 mar) | PS16   | 12:01  | La Trona 1                                   | Sant Hipòlit de Voltregà                     | Sant Boi de Lluçanès                         | 12,90 km  | 106,26 km |
| Frazione 3 (24 mar) | PS17   | 13:11  | La Roca 1                                    | Taradell                                     | Viladrau                                     | 5,05 km   | 106,26 km |
| Frazione 3 (24 mar) | PS18   | 13:39  | Viladrau 1                                   | Viladrau                                     | Sant Julià de Vilatorta                      | 35,18 km  | 106,26 km |
| Frazione 3 (24 mar) |        | 14:39  | Assistenza – Manlleu (20 m)                  | Assistenza – Manlleu (20 m)                  | Assistenza – Manlleu (20 m)                  | –         | 106,26 km |
| Totale              | Totale | Totale | Totale                                       | Totale                                       | Totale                                       | Totale    | 394,98 km |

## Risultati

### Classifica
| Pos.                         | Nº       | Pilota             | Copilota             | Auto                   | Squadra                      | Classe/Validità | Tempo     | Distacco | Punti    |
| Generale                     | Generale | Generale           | Generale             | Generale               | Generale                     | Generale        | Generale  | Generale | Generale |
| ---------------------------- | -------- | ------------------ | -------------------- | ---------------------- | ---------------------------- | --------------- | --------- | -------- | -------- |
| 1.                           | 3        | Gilles Panizzi     | Hervé Panizzi        | Peugeot 206 WRC (2001) | Peugeot Total                | WRC             | 3h34'09"0 | –        | 10       |
| 2.                           | 1        | Richard Burns      | Robert Reid          | Peugeot 206 WRC (2001) | Peugeot Total                | WRC             | 3h34'46"3 | +37"3    | 6        |
| 3.                           | 22       | Philippe Bugalski  | Jean-Paul Chiaroni   | Citroën Xsara WRC      | Automobiles Citroën          | WRC             | 3h35'22"5 | +1'13"5  | 4        |
| 4.                           | 2        | Marcus Grönholm    | Timo Rautiainen      | Peugeot 206 WRC (2001) | Peugeot Total                | WRC             | 3h35'51"7 | +1'42"7  | 3        |
| 5.                           | 11       | Petter Solberg     | Phil Mills           | Subaru Impreza WRC2002 | 555 Subaru WRT               | WRC             | 3h36'10"6 | +2'01"6  | 2        |
| 6.                           | 5        | Colin McRae        | Nicky Grist          | Ford Focus RS WRC 02   | Ford Rallye Sport            | WRC             | 3h37'36"3 | +3'27"3  | 1        |
| 7.                           | 23       | Harri Rovanperä    | Risto Pietiläinen    | Peugeot 206 WRC        | Bozian Racing                | WRC             | 3h37'49"1 | +3'40"1  | -        |
| 8.                           | 6        | Markko Märtin      | Michael Park         | Ford Focus RS WRC 02   | Ford Rallye Sport            | WRC             | 3h37'52"9 | +3'43"9  | -        |
| 9.                           | 7        | François Delecour  | Daniel Grataloup     | Mitsubishi Lancer WRC  | Marlboro Mitsubishi Ralliart | WRC             | 3h39'37"6 | +5'28"6  | -        |
| 10.                          | 18       | Freddy Loix        | Sven Smeets          | Hyundai Accent WRC3    | Hyundai Castrol WRT          | WRC             | 3h39'39"6 | +5'30"6  | -        |
| Campionato piloti Junior WRC |          |                    |                      |                        |                              |                 |           |          |          |
| 1. (19.)                     | 65       | Dani Solà          | Álex Romaní          | Citroën Saxo S1600     | -                            | A6 / JWRC       | 3h52'11"5 | –        | 10       |
| 2. (20.)                     | 51       | Andrea Dallavilla  | Giovanni Bernacchini | Citroën Saxo S1600     | -                            | A6 / JWRC       | 3h52'11"5 | +50"3    | 6        |
| 3. (21.)                     | 53       | Giandomenico Basso | Luigi Pirollo        | Fiat Punto S1600       | -                            | A6 / JWRC       | 3h54'25"6 | +2'14"1  | 4        |
| 4. (23.)                     | 64       | Gianluigi Galli    | Guido D'Amore        | Fiat Punto S1600       | -                            | A6 / JWRC       | 3h58'46"3 | +6'34"8  | 3        |
| 5. (24.)                     | 62       | Janne Tuohino      | Petri Vihavainen     | Citroën Saxo S1600     | -                            | A6 / JWRC       | 3h59'31"3 | +7'19"8  | 2        |
| 6. (25.)                     | 55       | François Duval     | Jean-Marc Fortin     | Ford Puma S1600        | -                            | A6 / JWRC       | 3h59'33"1 | +7'21"6  | 1        |

| Principali ritiri | Principali ritiri | Principali ritiri | Principali ritiri | Principali ritiri      | Principali ritiri     | Principali ritiri | Principali ritiri  | Principali ritiri |
| PS                | Nº                | Pilota            | Copilota          | Auto                   | Squadra               | Classe/Validità   | Causa              | Pos. rit.         |
| ----------------- | ----------------- | ----------------- | ----------------- | ---------------------- | --------------------- | ----------------- | ------------------ | ----------------- |
| PS 6              | 20                | Thomas Rådström   | Denis Giraudet    | Citroën Xsara WRC      | Automobiles Citroën   | WRC               | Incidente          | 15º               |
| PS 6              | 32                | Gabriel Pozzo     | Daniel Stillo     | Škoda Octavia WRC      | Škoda Motorsport      | WRC               | Incendio           | 20º               |
| PS 9              | 10                | Tommi Mäkinen     | Kaj Lindström     | Subaru Impreza WRC2002 | 555 Subaru WRT        | WRC               | Motore             | 12º               |
| PS 9              | 16                | Stig Blomqvist    | Ana Goñi          | Škoda Octavia WRC Evo2 | Škoda Motorsport      | WRC               | Motore             | 19º               |
| PS 9              | 24                | Bruno Thiry       | Stéphane Prévot   | Peugeot 206 WRC        | Peugeot Bastos Racing | WRC               | Frizione           | 27º               |
| PS 10             | 4                 | Carlos Sainz      | Marc Martí        | Ford Focus RS WRC 02   | Ford Rallye Sport     | WRC               | Incidente          | 8º                |
| PS 15             | 21                | Sébastien Loeb    | Daniel Elena      | Citroën Xsara WRC      | Automobiles Citroën   | WRC               | Danno da incidente | 12º               |

Legenda

Pos. = posizione; Nº = numero di gara; PS = prova speciale; Pos. rit. = posizione detenuta prima del ritiro.
| Icona | Classe                                                                                  |
| ----- | --------------------------------------------------------------------------------------- |
| WRC   | Equipaggio di classe A8 che può conquistare punti per il campionato costruttori WRC     |
| WRC   | Equipaggio di classe A8 che non può conquistare punti per il campionato costruttori WRC |
| PWRC  | Equipaggio registrato al campionato PWRC                                                |
| JWRC  | Equipaggio registrato al campionato Junior WRC                                          |
|       | Ulteriori classificazioni                                                               |

### Prove speciali
| Frazione            | Prova | Ora   | Nome               | Lunghezza | Vincitori                                                 | Tempo            | Velocità media   | Leader del rally             |
| ------------------- | ----- | ----- | ------------------ | --------- | --------------------------------------------------------- | ---------------- | ---------------- | ---------------------------- |
| Frazione 1 (22 mar) | PS1   | 07:30 | Riudecanyes 1      | 12,66 km  | prova cancellata                                          | prova cancellata | prova cancellata | prova cancellata             |
| Frazione 1 (22 mar) | PS2   | 09:05 | Pratdip 1          | 27,65 km  | Gilles Panizzi Hervé Panizzi                              | 16'37"8          | 99,76 km/h       | Gilles Panizzi Hervé Panizzi |
| Frazione 1 (22 mar) | PS3   | 11:33 | Escaladei 1        | 48,05 km  | Gilles Panizzi Hervé Panizzi                              | 29'17"6          | 98,42 km/h       | Gilles Panizzi Hervé Panizzi |
| Frazione 1 (22 mar) | PS4   | 14:18 | Riudecanyes 2      | 12,66 km  | Gilles Panizzi Hervé Panizzi                              | 8'32"4           | 88,95 km/h       | Gilles Panizzi Hervé Panizzi |
| Frazione 1 (22 mar) | PS5   | 14:58 | Pratdip 2          | 27,65 km  | Gilles Panizzi Hervé Panizzi                              | 16'44"2          | 99,12 km/h       | Gilles Panizzi Hervé Panizzi |
| Frazione 1 (22 mar) | PS6   | 17:26 | Escaladei 2        | 48,05 km  | Gilles Panizzi Hervé Panizzi                              | 29'19"6          | 98,31 km/h       | Gilles Panizzi Hervé Panizzi |
|                     |       |       |                    |           |                                                           |                  |                  | Gilles Panizzi Hervé Panizzi |
| Frazione 2 (23 mar) | PS7   | 10:10 | Coll de Bracons 1  | 19,66 km  | prova cancellata                                          | prova cancellata | prova cancellata | Gilles Panizzi Hervé Panizzi |
| Frazione 2 (23 mar) | PS8   | 11:23 | Vallfogona 1       | 14,54 km  | prova cancellata                                          | prova cancellata | prova cancellata | Gilles Panizzi Hervé Panizzi |
| Frazione 2 (23 mar) | PS9   | 12:16 | Llosses - Alpens 1 | 21,80 km  | Gilles Panizzi Hervé Panizzi                              | 13'19"9          | 98,11 km/h       | Gilles Panizzi Hervé Panizzi |
| Frazione 2 (23 mar) | PS10  | 14:34 | Coll de Bracons 2  | 19,66 km  | Petter Solberg Phil Mills                                 | 12'44"3          | 92,60 km/h       | Gilles Panizzi Hervé Panizzi |
| Frazione 2 (23 mar) | PS11  | 15:47 | Vallfogona 2       | 14,54 km  | Gilles Panizzi Hervé Panizzi                              | 8'30"3           | 102,57 km/h      | Gilles Panizzi Hervé Panizzi |
| Frazione 2 (23 mar) | PS12  | 16:40 | Llosses - Alpens 2 | 21,80 km  | Gilles Panizzi Hervé Panizzi                              | 13'20"4          | 98,05 km/h       | Gilles Panizzi Hervé Panizzi |
|                     |       |       |                    |           |                                                           |                  |                  | Gilles Panizzi Hervé Panizzi |
| Frazione 3 (24 mar) | PS13  | 08:25 | La Trona 1         | 12,90 km  | Richard Burns Robert Reid                                 | 8'18"8           | 93,10 km/h       | Gilles Panizzi Hervé Panizzi |
| Frazione 3 (24 mar) | PS14  | 09:35 | La Roca 1          | 5,05 km   | Jesús Puras Carlos del Barrio                             | 3'02"1           | 99,84 km/h       | Gilles Panizzi Hervé Panizzi |
| Frazione 3 (24 mar) | PS15  | 10:03 | Viladrau 1         | 35,18 km  | Richard Burns Robert Reid                                 | 21'14"9          | 99,34 km/h       | Gilles Panizzi Hervé Panizzi |
| Frazione 3 (24 mar) | PS16  | 12:01 | La Trona 2         | 12,90 km  | Gilles Panizzi Hervé Panizzi                              | 8'17"9           | 93,27 km/h       | Gilles Panizzi Hervé Panizzi |
| Frazione 3 (24 mar) | PS17  | 13:11 | La Roca 2          | 5,05 km   | Gilles Panizzi Hervé Panizzi e Markko Märtin Michael Park | 3'04"6           | 98,48 km/h       | Gilles Panizzi Hervé Panizzi |
| Frazione 3 (24 mar) | PS18  | 13:39 | Viladrau 2         | 35,18 km  | Petter Solberg Phil Mills                                 | 21'23"7          | 98,66 km/h       | Gilles Panizzi Hervé Panizzi |

## Classifiche mondiali
Classifica piloti
| Pos. | Pos. | Pilota            | Punti |
| ---- | ---- | ----------------- | ----- |
| 1    |      | Marcus Grönholm   | 21    |
| 2    |      | Gilles Panizzi    | 20    |
| 3    | 2    | Richard Burns     | 13    |
| 4    | 1    | Tommi Mäkinen     | 10    |
| 5    | 1    | Carlos Sainz      | 9     |
| 6    | 3    | Philippe Bugalski | 7     |
| 7    | 1    | Harri Rovanperä   | 6     |
| 8    | 1    | Sébastien Loeb    | 6     |
| 9    | 1    | Colin McRae       | 5     |
| 10   |      | Petter Solberg    | 5     |
| 11   |      | Alister McRae     | 2     |

Classifica costruttori WRC
| Pos. | Pos. | Squadra                      | Punti |
| ---- | ---- | ---------------------------- | ----- |
| 1    |      | Peugeot Total                | 52    |
| 2    |      | Ford Rallye Sport            | 25    |
| 3    |      | 555 Subaru WRT               | 20    |
| 4    |      | Marlboro Mitsubishi Ralliart | 6     |
| 5    |      | Hyundai Castrol WRT          | 1     |

Legenda: Pos.= Posizione.